# Athame

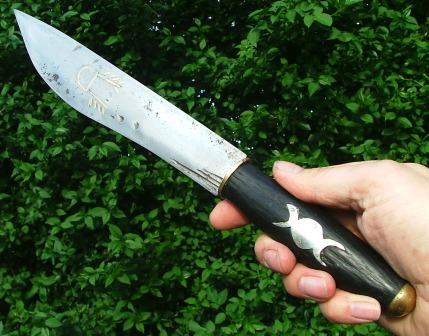
Un athame, usado en las prácticas rituales de la Wicca.

El athame es una daga ceremonial utilizada en la Wicca. Usualmente es una daga de mango negro y debe tener una hoja de doble filo a pesar de que no debe usarse para cortar. Dentro de la religión Wicca simboliza el principio masculino asociado al elemento aire. En algunos casos también puede asociarse al fuego):
En nuestro ceremonial, el cuchillo ritual y la espada representan el elemento del fuego (y la vara, del aire). Algunas tradiciones relacionan la espada y el cuchillo ritual con el aire y la vara con el fuego [...] Doreen prefiere la atribución vara/fuego espada/aire.
Su función es dirigir la energía del brujo, tanto sea al trazar el círculo de poder, como para realizar un conjuro. También se utiliza, elevado a modo de saludo, al llamar a los cuatro elementos durante el trazado del círculo ritual. Muchas veces también se utiliza un cuchillo más pequeño de mango blanco para todo lo que implique cortar o tallar, llamado bolline.
El athame fue mencionado por primera vez en los escritos de Gerald Gardner en los años 50. Esta fue su más importante herramienta ritual.

## Apariencia
Un athame puede tomar diversas formas. Frecuentemente es un cuchillo de doble filo y un mango que es a menudo color negro. Puede ser grabado con símbolos particulares de la Wicca, esto símbolos pueden variar entre las tradiciones. Janet y Stewart Farrar sugieren en A Witches Bible que la punta del athame es roma para evitar daño durante su uso en el ritual.
En la práctica ecléctica de la brujería la decoración del mango puede ser de simbología astrológica, runas brujas o runas sabias, los signos son escogidos por el/la practicante.

## Uso
El uso primario del athame es para el ritual y con propósitos únicamente mágicos, para dirigir energías. Para cortar hierbas o cordones se usa otro cuchillo de mango blanco llamado bolline.
El único círculo realmente importante es aquel trazado antes de cada ceremonia con, o bien una Espada o una Daga debidamente consagradas; la segunda es el Athame o Cuchillo de mango negro de las Brujas, con símbolos mágicos en el mango, y es el que más se utiliza generalmente.
El athame representa lo masculino y es usado en combinación con la copa o el cáliz, que representa el lado femenino. Esta combinación evoca el acto de la procreación como un símbolo universal de creación. Es símbolo también del Gran Rito en rituales wiccanos. Algunas tradiciones modernas de brujería prefieren no utilizar athames con hoja de hierro, prefiriendo en vez alternativas tales como el cobre y el bronce. 